# Amaro Sibilla
L'Amaro Sibilla è un amaro prodotto dalla Distilleria Varnelli S.p.A. di Muccia (MC).

## Storia
Fu creato nel 1868 dall'erborista Girolamo Varnelli, a partire da un decotto, su fuoco a legna, di erbe e radici dei monti Sibillini. Secondo la sua ricetta, il decotto viene addolcito con miele vergine degli stessi monti Sibillini, aggiunto di alcol, decantato, invecchiato e rifinito. La bottiglia è caratterizzata dell'etichetta con la Sibilla che dà il nome al prodotto, disegnata dal pittore ed illustratore Adolfo De Carolis. Originariamente il prodotto veniva utilizzato durante il periodo della transumanza effettuata dai pastori come rimedio naturale in caso di malanni. Nell'800 ebbe fortuna come antimalarico per l'alto contenuto di genziana e china calisaia. Ancora oggi è prodotto con lo stesso metodo.

## Riconoscimenti
Fu premiato per la prima volta a Roma nel 1902 e a Torino nel 1909.